# Australia ai Giochi della XXVIII Olimpiade
L'Australia partecipò ai Giochi della XXVIII Olimpiade, svoltisi ad Atene, Grecia, dal 13 al 29 agosto 2004, con una delegazione di 470 atleti impegnati in trentatré discipline.

## Medaglie
| Argento | Patrick Dwyer Clinton Hill Mark Ormrod John Steffensen | Atletica leggera | Staffetta 4x400m maschile |
| Argento | Australia                                              | Pallacanestro    | Torneo femminile          |

## Risultati

### Calcio
- Uomini

| Atleta | Classifica |                      |
| --- | --- | -------------------- |
| V · D · M Nazionale olimpica australiana · Calcio ai Giochi Olimpici Estivi 2004 1 Jones · 2 North · 3 Cansdell-Sherriff · 4 Moore · 5 McKain · 6 Madaschi · 7 Elrich · 8 Wilkshire · 9 Aloisi · 10 Cahill · 11 Brosque · 12 Tarka · 13 Valeri · 14 Holman · 15 Danze · 16 Dilevski · 17 Griffiths · 18 Galeković · CT : Farina | 7° |                      |
| Nazionale olimpica australiana · Calcio ai Giochi Olimpici Estivi 2004 | |                      |
| 1 Jones · 2 North · 3 Cansdell-Sherriff · 4 Moore · 5 McKain · 6 Madaschi · 7 Elrich · 8 Wilkshire · 9 Aloisi · 10 Cahill · 11 Brosque · 12 Tarka · 13 Valeri · 14 Holman · 15 Danze · 16 Dilevski · 17 Griffiths · 18 Galeković · CT: Farina                                                                                   | 1 Jones · 2 North · 3 Cansdell-Sherriff · 4 Moore · 5 McKain · 6 Madaschi · 7 Elrich · 8 Wilkshire · 9 Aloisi · 10 Cahill · 11 Brosque · 12 Tarka · 13 Valeri · 14 Holman · 15 Danze · 16 Dilevski · 17 Griffiths · 18 Galeković · CT: Farina | Australia (bandiera) |

- Donne

| Atleta | Classifica |                      |
| --- | --- | -------------------- |
| V · D · M Nazionale australiana femminile · Calcio ai Giochi Olimpici Estivi 2004 1 Kell · 2 Davies · 3 Wainwright · 4 Alagich · 5 Salisbury · 6 Shipard · 7 Walsh · 8 Garriock · 9 Ledbrook · 10 Peters · 11 De Vanna · 12 Reuter · 13 Slatyer · 14 Foster · 15 Karp · 16 Kuralay · 17 Small · 18 Barbieri · 19 Taylor · 20 Blayney · 21 Harch · CT : Santrac | 5° |                      |
| Nazionale australiana femminile · Calcio ai Giochi Olimpici Estivi 2004 | |                      |
| 1 Kell · 2 Davies · 3 Wainwright · 4 Alagich · 5 Salisbury · 6 Shipard · 7 Walsh · 8 Garriock · 9 Ledbrook · 10 Peters · 11 De Vanna · 12 Reuter · 13 Slatyer · 14 Foster · 15 Karp · 16 Kuralay · 17 Small · 18 Barbieri · 19 Taylor · 20 Blayney · 21 Harch · CT: Santrac                                                                                    | 1 Kell · 2 Davies · 3 Wainwright · 4 Alagich · 5 Salisbury · 6 Shipard · 7 Walsh · 8 Garriock · 9 Ledbrook · 10 Peters · 11 De Vanna · 12 Reuter · 13 Slatyer · 14 Foster · 15 Karp · 16 Kuralay · 17 Small · 18 Barbieri · 19 Taylor · 20 Blayney · 21 Harch · CT: Santrac | Australia (bandiera) |

### Pallacanestro
- Uomini

| Atleta | Classifica |
| --- | ---------- |
| V · D · M Nazionale australiana - Pallacanestro ai Giochi della XXVIII Olimpiade - Torneo maschile 4 Ronaldson · 5 Maher · 6 Bogut · 7 Cattalini · 8 Rillie · 9 Bruton · 10 Smith · 11 Heal · 12 Saville · 13 Andersen · 14 Nielsen · 15 Rogers · All. Brian Goorjian | 9°         |
| Nazionale australiana - Pallacanestro ai Giochi della XXVIII Olimpiade - Torneo maschile |            |
| 4 Ronaldson · 5 Maher · 6 Bogut · 7 Cattalini · 8 Rillie · 9 Bruton · 10 Smith · 11 Heal · 12 Saville · 13 Andersen · 14 Nielsen · 15 Rogers · All. Brian Goorjian |            |

- Donne

| Atleta | Classifica |
| --- | ---------- |
| V · D · M Nazionale australiana - Pallacanestro ai Giochi della XXVIII Olimpiade - Torneo femminile 4 Poto · 5 Tranquilli · 6 Brondello · 7 Taylor · 8 Batkovic · 9 Fallon · 10 Harrower · 11 Summerton · 12 Snell · 13 Porter · 14 Sporn · 15 Jackson · All. Jan Stirling | Argento    |
| Nazionale australiana - Pallacanestro ai Giochi della XXVIII Olimpiade - Torneo femminile |            |
| 4 Poto · 5 Tranquilli · 6 Brondello · 7 Taylor · 8 Batkovic · 9 Fallon · 10 Harrower · 11 Summerton · 12 Snell · 13 Porter · 14 Sporn · 15 Jackson · All. Jan Stirling |            |

### Pallanuoto
- Uomini

| Atleta | Classifica |                      |
| --- | --- | -------------------- |
| V · D · M Nazionale maschile australiana di pallanuoto · Giochi olimpici - Atene 2004 1 Stanton · 2 Semmens · 3 Franklin · 4 Figlioli · 5 Miller · 6 Jenkins · 7 Neesham · 8 McGregor · 9 Whalan · 10 Woods · 11 Osadchuk · 12 Thomas · 13 Sterk · CT : Šagaev | 9° |                      |
| Nazionale maschile australiana di pallanuoto · Giochi olimpici - Atene 2004 | |                      |
| 1 Stanton · 2 Semmens · 3 Franklin · 4 Figlioli · 5 Miller · 6 Jenkins · 7 Neesham · 8 McGregor · 9 Whalan · 10 Woods · 11 Osadchuk · 12 Thomas · 13 Sterk · CT: Šagaev                                                                                        | 1 Stanton · 2 Semmens · 3 Franklin · 4 Figlioli · 5 Miller · 6 Jenkins · 7 Neesham · 8 McGregor · 9 Whalan · 10 Woods · 11 Osadchuk · 12 Thomas · 13 Sterk · CT: Šagaev | Australia (bandiera) |

- Donne

| Atleta | Classifica |                      |
| --- | --- | -------------------- |
| V · D · M Nazionale femminile australiana di pallanuoto · Giochi olimpici - Atene 2004 1 Knox · 2 R. Rippon · 3 Cuffe · 4 Castle · 5 Smith · 6 Brooks · 7 Stuhmcke · 8 Gynther · 9 Norwood · 10 Heuchan · 11 Brownlow · 12 Fox · 13 M. Rippon · CT : István Gorgenyi | 4° |                      |
| Nazionale femminile australiana di pallanuoto · Giochi olimpici - Atene 2004 | |                      |
| 1 Knox · 2 R. Rippon · 3 Cuffe · 4 Castle · 5 Smith · 6 Brooks · 7 Stuhmcke · 8 Gynther · 9 Norwood · 10 Heuchan · 11 Brownlow · 12 Fox · 13 M. Rippon · CT: István Gorgenyi                                                                                         | 1 Knox · 2 R. Rippon · 3 Cuffe · 4 Castle · 5 Smith · 6 Brooks · 7 Stuhmcke · 8 Gynther · 9 Norwood · 10 Heuchan · 11 Brownlow · 12 Fox · 13 M. Rippon · CT: István Gorgenyi | Australia (bandiera) |